# Championnat du monde féminin moins de 18 ans de hockey sur glace 2014
Navigation
Championnat du monde 2013 Championnat du monde 2015
Le Championnat du monde féminin moins de 18 ans de hockey sur glace 2014 est la septième édition de cette compétition organisée par la Fédération internationale de hockey sur glace (IIHF). Il a lieu du 23 au 30 mars 2013 à Budapest en Hongrie.
Indépendamment du groupe élite, la Division I est disputée à Füssen en Allemagne (29 mars-4 avril) et le groupe de qualification pour la Division I 2015 est joué à Krynica-Zdrój en Pologne (18-23 mars).

## Division élite

### Format de compétition
Les huit équipes participantes sont réparties en deux groupes de quatre disputés sous la forme de championnats à match simple. Le premier de chaque groupe se qualifient directement pour les demi-finales tandis que les équipes classées deuxième et troisième passent par des quarts de finale. S'ensuivent les demi-finales, la finale et les matchs de classement pour la troisième et la cinquième place. De leur côté, les équipes classées à la dernière place leur poule s'opposent dans une série jouée au meilleur des trois matchs, le perdant étant relégué en Division I pour l'édition 2015.
La répartition des points est la suivante :
- 3 points pour une victoire dans le temps réglementaire
- 2 points pour une victoire en prolongation ou aux tirs de fusillade
- 1 point pour une défaite en prolongation ou aux tirs de fusillade
- 0 point pour une défaite dans le temps réglementaire

| Groupe A - Canada (T) - Tchéquie - Finlande - Japon (P) | Groupe B - États-Unis - Suède - Hongrie - Russie |

### Tour préliminaire

#### Groupe A
| 23 mars 2014 | République tchèque | 4-3 (TB) (2-2, 1-0, 0-1, 0-0, 0-1) | Finlande | Jégpalota 2 125 spectateurs |

| Feuille de match | Feuille de match | Feuille de match            | Feuille de match | Feuille de match                                                                             |
| ---------------- | --- | --------------------------- | --- | -------------------------------------------------------------------------------------------- |
|                  | A. Lédlová (V. Přibylová) — 13 min 23 s B. Patočková (M. Walicová) — 15 min 20 s (SN) K. Bukolská (D. Vopravilová) — 21 min 19 s D. Lásková — 65 min (TB) | 0-1 1-1 1-2 2-2 3-2 3-3 4-3 | M. Nilsson — 2 min 38 s E. Nuutinen (M. Nilsson, E. Savander) — 14 min 39 s S. Sakkinen (E. Nuutinen) — 47 min 43 s (SN) | Arbitrage : Gabriella Gran (Suède) Veronica Johansson (Suède) et Malene Skovbakke (Danemark) |
| Klára Peslarová  | Gardiens | Anni Keisala                | | Arbitrage : Gabriella Gran (Suède) Veronica Johansson (Suède) et Malene Skovbakke (Danemark) |
| 6 min            | Pénalités | 10 min                      | | Arbitrage : Gabriella Gran (Suède) Veronica Johansson (Suède) et Malene Skovbakke (Danemark) |
| 40               | Tirs | 28                          | | Arbitrage : Gabriella Gran (Suède) Veronica Johansson (Suède) et Malene Skovbakke (Danemark) |

| 23 mars 2014 | Canada | 7-1 (3-1, 2-0, 2-0) | Japon | Jégpalota 1 245 spectateurs |

| Feuille de match | Feuille de match | Feuille de match                            | Feuille de match               | Feuille de match                                                                                 |
| ---------------- | --- | ------------------------------------------- | ------------------------------ | ------------------------------------------------------------------------------------------------ |
|                  | V. Bach (L. Wildfang, A. MacMillan) — 8 min 9 s ÉA. Picard (S. Lalancette) — 12 min 54 s S. Potomak (L. Wildfang) — 16 min 51 s (SN) S. Cogan (S. Potomak, V. Bach) — 25 min 36 s V. Bach (S. Potomak) — 36 min 16 s (IN) R. Leslie (A. MacMillan) — 40 min 29 s (SN) H. Miller (K. Heffernan) — 42 min 50 s (SN) | 1-0 1-1 2-1 3-1 4-1 5-1 6-1 7-1             | Taka S. (Soda C.) — 8 min 42 s | Arbitrage : Maria Zemiakova (Slovaquie) Bettina Angerer (Autriche) et Jenni Heikkinen (Finlande) |
| Kassidy Sauvé    | Gardiens | Kamimura Aya (40 min) Tonosaki Ayu (20 min) |                                | Arbitrage : Maria Zemiakova (Slovaquie) Bettina Angerer (Autriche) et Jenni Heikkinen (Finlande) |
| 12 min           | Pénalités | 14 min                                      |                                | Arbitrage : Maria Zemiakova (Slovaquie) Bettina Angerer (Autriche) et Jenni Heikkinen (Finlande) |
| 65               | Tirs | 22                                          |                                | Arbitrage : Maria Zemiakova (Slovaquie) Bettina Angerer (Autriche) et Jenni Heikkinen (Finlande) |

| 24 mars 2014 | République tchèque | 3-1 (2-1, 1-0, 0-0) | Japon | Jégpalota 2 96 spectateurs |

| Feuille de match | Feuille de match                                                                                         | Feuille de match | Feuille de match                    | Feuille de match                                                                      |
| ---------------- | --- | ---------------- | ----------------------------------- | ------------------------------------------------------------------------------------- |
|                  | V. Přibylová (D. Lásková) — 2 min 47 s D. Lásková — 18 min 18 s T. Vanišová (A. Tejralová) — 21 min 13 s | 1-0 1-1 2-1 3-1  | Taka S. (Soda C.) — 18 min 9 s (SN) | Arbitrage : Katie Guay (États-Unis) Jana Habánová (Slovaquie) et Kaire Leet (Estonie) |
| Klára Peslarová  | Gardiens                                                                                                 | Tonosaki Ayu     |                                     | Arbitrage : Katie Guay (États-Unis) Jana Habánová (Slovaquie) et Kaire Leet (Estonie) |
| 10 min           | Pénalités                                                                                                | 2 min            |                                     | Arbitrage : Katie Guay (États-Unis) Jana Habánová (Slovaquie) et Kaire Leet (Estonie) |
| 47               | Tirs | 24               |                                     | Arbitrage : Katie Guay (États-Unis) Jana Habánová (Slovaquie) et Kaire Leet (Estonie) |

| 24 mars 2014 | Finlande | 0-7 (0-2, 0-5, 0-0) | Canada | Jégpalota 1 115 spectateurs |

| Feuille de match | Feuille de match | Feuille de match            | Feuille de match | Feuille de match                                                                                |
| ---------------- | ---------------- | --------------------------- | --- | ----------------------------------------------------------------------------------------------- |
|                  |                  | 0-1 0-2 0-3 0-4 0-5 0-6 0-7 | S. Potomak — 5 min 3 s (SN) S. Lalancette (S. Fieseler, ÉA. Picard) — 10 min 53 s ÉA. Picard — 26 min 44 s V. Bach (S. Potomak) — 35 min 8 s J. Healey (B. Wilson-Bennett) — 37 min 18 s R. Leslie (S. Potomak) — 38 min A. Labelle (J. Healey) — 39 min 44 s | Arbitrage : Drahomira Fialová (Rép. tchèque) Kate Connoly (États-Unis) et Anna Nygard (Norvège) |
| Anni Kesala      | Gardiens         | Shea Tiley                  | | Arbitrage : Drahomira Fialová (Rép. tchèque) Kate Connoly (États-Unis) et Anna Nygard (Norvège) |
| 6 min            | Pénalités        | 4 min                       | | Arbitrage : Drahomira Fialová (Rép. tchèque) Kate Connoly (États-Unis) et Anna Nygard (Norvège) |
| 22               | Tirs             | 59                          | | Arbitrage : Drahomira Fialová (Rép. tchèque) Kate Connoly (États-Unis) et Anna Nygard (Norvège) |

| 26 mars 2014 | Japon | 2-4 (0-1, 0-1, 2-2) | Finlande | Jégpalota 2 132 spectateurs |

| Feuille de match | Feuille de match                                                                 | Feuille de match        | Feuille de match | Feuille de match                                                                           |
| ---------------- | -------------------------------------------------------------------------------- | ----------------------- | --- | ------------------------------------------------------------------------------------------ |
|                  | Ukita R. (Tomita C.) — 40 min 41 s Ukita R. (Miyazaki C., Toko H.) — 45 min 40 s | 0-1 0-2 1-2 2-2 2-3 2-4 | E. Rakkolainen (R. Savoleinen, E. Savander) — 37 s S. Kayhko (A. Kaitala, N. Salomäki) — 22 min 52 s E. Rakkolainen (M. Nilsson, E. Nuutinen) — 52 min 39 s M. Nilsson (E. Nuutinen) — 59 min 15 s | Arbitrage : Meghan Malette (Canada) Jana Habánová (Slovaquie) et Jennifer McMahon (Canada) |
| Tonosaki Ayu     | Gardiens                                                                         | Anni Keisala            | | Arbitrage : Meghan Malette (Canada) Jana Habánová (Slovaquie) et Jennifer McMahon (Canada) |
| 4 min            | Pénalités                                                                        | 4 min                   | | Arbitrage : Meghan Malette (Canada) Jana Habánová (Slovaquie) et Jennifer McMahon (Canada) |
| 38               | Tirs                                                                             | 33                      | | Arbitrage : Meghan Malette (Canada) Jana Habánová (Slovaquie) et Jennifer McMahon (Canada) |

| 26 mars 2014 | Canada | 5-0 (0-0, 2-0, 3-0) | République tchèque | Jégpalota 1 202 spectateurs |

| Feuille de match | Feuille de match | Feuille de match                                     | Feuille de match | Feuille de match                                                                        |
| ---------------- | --- | ---------------------------------------------------- | ---------------- | --------------------------------------------------------------------------------------- |
|                  | V. Bach (B. Wilson-Bennett, S. Lalancette) — 31 min 42 s L. Wildfang (R. Leslie, H. Miller) — 32 min 45 s S. Lalancette (A. Labelle, M. Hart) — 44 min 5 s S. Potomak (V. Bach, R. Leslie) — 48 min 16 s L. Wildfang (A. MacMillan, A. Labelle) — 57 min 5 s | 1-0 2-0 3-0 4-0 5-0                                  |                  | Arbitrage : Ramona Weiss (Allemagne) Veronica Johansson (Suède) et Kaire Leet (Estonie) |
| Kassidy Sauvé    | Gardiens | Klára Peslarová (40 min) Kateřina Zechovská (20 min) |                  | Arbitrage : Ramona Weiss (Allemagne) Veronica Johansson (Suède) et Kaire Leet (Estonie) |
| 6 min            | Pénalités | 10 min                                               |                  | Arbitrage : Ramona Weiss (Allemagne) Veronica Johansson (Suède) et Kaire Leet (Estonie) |
| 43               | Tirs | 23                                                   |                  | Arbitrage : Ramona Weiss (Allemagne) Veronica Johansson (Suède) et Kaire Leet (Estonie) |

| Clt   | Équipe   | PJ | V | VP | D | DP | BP | BC | Diff | Pts |
| ----- | -------- | -- | - | -- | - | -- | -- | -- | ---- | --- |
| +001, | Canada   | 3  | 3 | 0  | 0 | 0  | 19 | 1  | +18  | 9   |
| +002, | Tchéquie | 3  | 1 | 1  | 1 | 0  | 7  | 9  | -2   | 5   |
| +003, | Finlande | 3  | 1 | 0  | 1 | 1  | 7  | 13 | -6   | 4   |
| +004, | Japon    | 3  | 0 | 0  | 3 | 0  | 4  | 14 | -10  | 0   |

- Qualifié pour les demi-finales
- Qualifiés pour les quarts de finale
- Reversé dans le tour de relégation

#### Groupe B
| 23 mars 2014 | Suède | 5-1 (1-0, 2-0, 2-1) | Hongrie | Jégpalota 1 1 620 spectateurs |

| Feuille de match | Feuille de match | Feuille de match        | Feuille de match                     | Feuille de match                                                                      |
| ---------------- | --- | ----------------------- | ------------------------------------ | ------------------------------------------------------------------------------------- |
|                  | D. Husk Asp (J. Adolfsson) — 2 min 39 s (SN) F. Gradin (A. Bäckebo, V. Samuelsson) — 27 min 47 s D. Husk Asp (J. Adolfsson, E. Strandberg) — 36 min 15 s (SN) M. Vernblom (S. Hjarlmarsson, T. Svensson) — 48 min 24 s A. Helgöstam (E. Benn, A. Södergren) — 57 min 20 s | 1-0 2-0 3-0 4-0 4-1 5-1 | D. Medgyes (B. Németh) — 51 min 12 s | Arbitrage : Meghan Malette (Canada) Kate Connoly (États-Unis) et Kaire Leet (Estonie) |
| Sarah Berglind   | Gardiens | Anikó Németh            |                                      | Arbitrage : Meghan Malette (Canada) Kate Connoly (États-Unis) et Kaire Leet (Estonie) |
| 8 min            | Pénalités | 12 min                  |                                      | Arbitrage : Meghan Malette (Canada) Kate Connoly (États-Unis) et Kaire Leet (Estonie) |
| 37               | Tirs | 29                      |                                      | Arbitrage : Meghan Malette (Canada) Kate Connoly (États-Unis) et Kaire Leet (Estonie) |

| 23 mars 2014 | États-Unis | 6-1 (2-0, 3-0, 1-1) | Russie | Jégpalota 2 146 spectateurs |

| Feuille de match | Feuille de match | Feuille de match            | Feuille de match                         | Feuille de match                                                                        |
| ---------------- | --- | --------------------------- | ---------------------------------------- | --------------------------------------------------------------------------------------- |
|                  | M. Rodgers (G. Bizal) — 6 min 55 s T. Williamson (R. Gilmore, M. Keller) — 12 min 18 s B. Wellhausen (J. Dunne, M. Rolfes) — 29 min 38 s T. Cianfarano (A. Laing, G. Zarzecki) — 32 min 1 s S. Skarzynski (B. Ahbe, M. Samoskevich) — 38 min 18 s M. Rodgers (B. Wellhausen, A. Roque) — 42 min 24 s | 1-0 2-0 3-0 4-0 5-0 6-0 6-1 | A. Chokina (D. Tereshkina) — 53 min 42 s | Arbitrage : Ramona Weiss (Allemagne) Jennifer McMahon (Canada) et Anna Nygard (Norvège) |
| Erin O'Neil      | Gardiens | Valeryia Tarakanova         |                                          | Arbitrage : Ramona Weiss (Allemagne) Jennifer McMahon (Canada) et Anna Nygard (Norvège) |
| 2 min            | Pénalités | 10 min                      |                                          | Arbitrage : Ramona Weiss (Allemagne) Jennifer McMahon (Canada) et Anna Nygard (Norvège) |
| 54               | Tirs | 17                          |                                          | Arbitrage : Ramona Weiss (Allemagne) Jennifer McMahon (Canada) et Anna Nygard (Norvège) |

| 24 mars 2014 | Suède | 1-5 (1-1, 0-2, 0-2) | Russie | Jégpalota 2 149 spectateurs |

| Feuille de match | Feuille de match                          | Feuille de match        | Feuille de match | Feuille de match                                                                                |
| ---------------- | ----------------------------------------- | ----------------------- | --- | ----------------------------------------------------------------------------------------------- |
|                  | D. Husak Asp (H. Olsson) — 9 min 6 s (SN) | 1-0 1-1 1-2 1-3 1-4 1-5 | A. Chokina (A. Shtaryova) — 11 min 29 s (SN) F. Kadirova (K. Verkhovtseva) — 28 min 27 s A. Chistyakova (M. Batalova) — 33 min 35 s (2 SN) A. Chokina (D. Tereshkina) — 44 min 19 s (SN) A. Shtaryova — 49 min 3 s (TP) | Arbitrage : Maria Zemiakova (Slovaquie) Jenni Heikkinen (Finlande) et Malene Svobbake (Norvège) |
| Sarah Berglind   | Gardiens                                  | Nadezhda Morozova       | | Arbitrage : Maria Zemiakova (Slovaquie) Jenni Heikkinen (Finlande) et Malene Svobbake (Norvège) |
| 28 min           | Pénalités                                 | 18 min                  | | Arbitrage : Maria Zemiakova (Slovaquie) Jenni Heikkinen (Finlande) et Malene Svobbake (Norvège) |
| 26               | Tirs                                      | 49                      | | Arbitrage : Maria Zemiakova (Slovaquie) Jenni Heikkinen (Finlande) et Malene Svobbake (Norvège) |

| 24 mars 2014 | Hongrie | 0-7 (0-3, 0-2, 0-2) | États-Unis | Jégpalota 1 1 115 spectateurs |

| Feuille de match | Feuille de match | Feuille de match            | Feuille de match | Feuille de match                                                                           |
| ---------------- | ---------------- | --------------------------- | --- | ------------------------------------------------------------------------------------------ |
|                  |                  | 0-1 0-2 0-3 0-4 0-5 0-6 0-7 | T. Cianfarano (A. Laing) — 1 min 25 s A. Roque (M. Rodgers) — 14 min 50 s R. Gilmore (T. Williamson) — 16 min 45 s V. Sullivan (G. Bizal) — 31 min 47 s M. Keller (T. Williamson, S. Baldwin) — 35 min 41 s (SN) T. Cianfarano (A. Laing) — 57 min 31 s T. Williamson — 59 min 57 s | Arbitrage : Gabriella Gran (Suède) Veronica Johansson (Suède) et Jennifer McMahon (Canada) |
| Anikó Németh     | Gardiens         | Kaitlin Burt                | | Arbitrage : Gabriella Gran (Suède) Veronica Johansson (Suède) et Jennifer McMahon (Canada) |
| 8 min            | Pénalités        | 2 min                       | | Arbitrage : Gabriella Gran (Suède) Veronica Johansson (Suède) et Jennifer McMahon (Canada) |
| 5                | Tirs             | 72                          | | Arbitrage : Gabriella Gran (Suède) Veronica Johansson (Suède) et Jennifer McMahon (Canada) |

| 26 mars 2014 | États-Unis | 7-0 (1-0, 4-0, 2-0) | Suède | Jégpalota 2 142 spectateurs |

| Feuille de match | Feuille de match | Feuille de match            | Feuille de match | Feuille de match                                                                                      |
| ---------------- | --- | --------------------------- | ---------------- | --- |
|                  | T. Cianfarano (M. Samoskevich) — 15 min 17 s M. Rodgers (S. Baldwin, B. Wellhausen) — 21 min 59 s A. Laing (M. Rolfes) — 34 min 47 s S. Skarzynski (B. Ahbe) — 37 min 7 s T. Cianfarano (J. Dunne, M. Rolfes) — 37 min 37 s A. Laing (M. Keller) — 51 min 12 s T. Cianfarano (A. Roque) — 59 min 43 s | 1-0 2-0 3-0 4-0 5-0 6-0 7-0 |                  | Arbitrage : Drahomira Fialová (Rép. tchèque) Bettina Angerer (Autriche) et Malene Skovbakke (Norvège) |
| Erin O'Neil      | Gardiens | Julia Åberg                 |                  | Arbitrage : Drahomira Fialová (Rép. tchèque) Bettina Angerer (Autriche) et Malene Skovbakke (Norvège) |
| 2 min            | Pénalités | 2 min                       |                  | Arbitrage : Drahomira Fialová (Rép. tchèque) Bettina Angerer (Autriche) et Malene Skovbakke (Norvège) |
| 58               | Tirs | 13                          |                  | Arbitrage : Drahomira Fialová (Rép. tchèque) Bettina Angerer (Autriche) et Malene Skovbakke (Norvège) |

| 26 mars 2014 | Russie | 3-1 (1-1, 2-0, 0-0) | Hongrie | Jégpalota 1 1 645 spectateurs |

| Feuille de match  | Feuille de match | Feuille de match | Feuille de match                   | Feuille de match                                                                        |
| ----------------- | --- | ---------------- | ---------------------------------- | --------------------------------------------------------------------------------------- |
|                   | M. Bodrikova (F. Kadirova) — 7 min 28 s N. Pirogova (A. Shtaryova) — 27 min 11 s A. Chokina (A. Shtaryova) — 30 min 54 s (SN) | 0-1 1-1 2-1 3-1  | T. Horváth (R. Ungár) — 2 min 28 s | Arbitrage : Katie Guay (États-Unis) Jenni Heikkinen (Finlande) et Anna Nygard (Norvège) |
| Nadezhda Morozova | Gardiens | Anikó Németh     |                                    | Arbitrage : Katie Guay (États-Unis) Jenni Heikkinen (Finlande) et Anna Nygard (Norvège) |
| 2 min             | Pénalités | 8 min            |                                    | Arbitrage : Katie Guay (États-Unis) Jenni Heikkinen (Finlande) et Anna Nygard (Norvège) |
| 43                | Tirs | 15               |                                    | Arbitrage : Katie Guay (États-Unis) Jenni Heikkinen (Finlande) et Anna Nygard (Norvège) |

| Clt   | Équipe     | PJ | V | VP | D | DP | BP | BC | Diff | Pts |
| ----- | ---------- | -- | - | -- | - | -- | -- | -- | ---- | --- |
| +001, | États-Unis | 3  | 3 | 0  | 0 | 0  | 20 | 1  | +19  | 9   |
| +002, | Russie     | 3  | 2 | 0  | 1 | 0  | 9  | 8  | +1   | 6   |
| +003, | Suède      | 3  | 1 | 0  | 2 | 0  | 6  | 13 | -7   | 3   |
| +004, | Hongrie    | 3  | 0 | 0  | 3 | 0  | 2  | 15 | -13  | 0   |

- Qualifié pour les demi-finales
- Qualifiés pour les quarts de finale
- Reversé dans le tour de relégation

### Tour de relégation
| 27 mars 2014 | Japon | 4-3 (1-0, 3-2, 0-1) | Hongrie | Jégpalota 1 620 spectateurs |

| Feuille de match | Feuille de match | Feuille de match            | Feuille de match | Feuille de match                                                                        |
| ---------------- | --- | --------------------------- | --- | --------------------------------------------------------------------------------------- |
|                  | Miyazaki C. (Ukita R., Toko H.) — 6 min 41 s Tsukimoto M. — 28 min 58 s Ukita R. (Miyazaki C.) — 31 min 28 s Ukita R. (Hattori N., Tsukimoto M.) — 32 min 4 s | 1-0 1-1 1-2 2-2 3-2 4-2 4-3 | L. Pintér (D. Medgyes) — 25 min 1 s (SN) T. Horváth (K. Krivi, L. Pintér) — 26 min 27 s T. Horváth (K. Jókay Szilágyi) — 57 min 57 s | Arbitrage : Meghan Malette (Canada) Kaire Leet (Estonie) et Malene Skovbakke (Danemark) |
| Kamimura Aya     | Gardiens | Anikó Németh                | | Arbitrage : Meghan Malette (Canada) Kaire Leet (Estonie) et Malene Skovbakke (Danemark) |
| 4 min            | Pénalités | 2 min                       | | Arbitrage : Meghan Malette (Canada) Kaire Leet (Estonie) et Malene Skovbakke (Danemark) |
| 39               | Tirs | 26                          | | Arbitrage : Meghan Malette (Canada) Kaire Leet (Estonie) et Malene Skovbakke (Danemark) |

| 29 mars 2014 | Hongrie | 0-6 (0-1, 0-1, 0-4) | Japon | Jégpalota 1 850 spectateurs |

| Feuille de match | Feuille de match | Feuille de match        | Feuille de match | Feuille de match                                                                              |
| ---------------- | ---------------- | ----------------------- | --- | --------------------------------------------------------------------------------------------- |
|                  |                  | 0-1 0-2 0-3 0-4 0-5 0-6 | Toko H. (Miyazaki C.) — 7 min 42 s Ukita R. (Miyazaki C., Toko H.) — 36 min 46 s Enomoto Y. (Taka S., Sasano F.) — 50 min 9 s (SN) Tsukimoto M. (Hatori N., Toko H., m55) — 51 s (SN) Miyazaki C. (Toko H., Ukita R., m58) — 57 s Eonomoto Y. (Toko H., Kawashima Y.) — 59 min 46 s | Arbitrage : Ramona Weiss (Allemagne) Jenni Heikkinen (Finlande) et Veronica Johansson (Suède) |
| Anikó Németh     | Gardiens         | Tonosaki Ayu            | | Arbitrage : Ramona Weiss (Allemagne) Jenni Heikkinen (Finlande) et Veronica Johansson (Suède) |
| 8 min            | Pénalités        | 6 min                   | | Arbitrage : Ramona Weiss (Allemagne) Jenni Heikkinen (Finlande) et Veronica Johansson (Suède) |
| 27               | Tirs             | 41                      | | Arbitrage : Ramona Weiss (Allemagne) Jenni Heikkinen (Finlande) et Veronica Johansson (Suède) |

### Phase finale

#### Tableau
|  | Quarts de finale          | Quarts de finale          |                           |                           | Demi-finales              | Demi-finales              |  |  | Finale                    | Finale                    |
|  | Quarts de finale          | Quarts de finale          |                           |                           | Demi-finales              | Demi-finales              |  |  | Finale                    | Finale                    |
|  |                           |                           |                           |                           |                           |                           |  |  |                           |                           |
|  | 27 mars 2014, Jégpalota 1 | 27 mars 2014, Jégpalota 1 |                           |                           | 29 mars 2014, Jégpalota 2 | 29 mars 2014, Jégpalota 2 |  |  | 30 mars 2014, Jégpalota 1 | 30 mars 2014, Jégpalota 1 |
|  | 27 mars 2014, Jégpalota 1 | 27 mars 2014, Jégpalota 1 |                           |                           | 29 mars 2014, Jégpalota 2 | 29 mars 2014, Jégpalota 2 |  |  | 30 mars 2014, Jégpalota 1 | 30 mars 2014, Jégpalota 1 |
|  | 27 mars 2014, Jégpalota 1 | 27 mars 2014, Jégpalota 1 | Canada                    | 1                         |                           |                           |  |  | 30 mars 2014, Jégpalota 1 | 30 mars 2014, Jégpalota 1 |
|  | Russie                    | 3                         | Canada                    | 1                         |                           |                           |  |  | 30 mars 2014, Jégpalota 1 | 30 mars 2014, Jégpalota 1 |
|  | Russie                    | 3                         | Russie                    | 0                         |                           |                           |  |  | 30 mars 2014, Jégpalota 1 | 30 mars 2014, Jégpalota 1 |
|  | Finlande                  | 1                         | Russie                    | 0                         |                           |                           |  |  | 30 mars 2014, Jégpalota 1 | 30 mars 2014, Jégpalota 1 |
|  | Finlande                  | 1                         | 29 mars 2014, Jégpalota 1 | 29 mars 2014, Jégpalota 1 | Canada                    | 5                         |  |  |                           |                           |
|  | 27 mars 2014, Jégpalota 2 |                           | 29 mars 2014, Jégpalota 1 | 29 mars 2014, Jégpalota 1 | Canada                    | 5                         |  |  |                           |                           |
|  |                           | États-Unis                | 29 mars 2014, Jégpalota 1 | 29 mars 2014, Jégpalota 1 | 1                         |                           |  |  |                           |                           |
|  | Rép. tchèque              | États-Unis                | 29 mars 2014, Jégpalota 1 | 29 mars 2014, Jégpalota 1 | 1                         | 3                         |  |  |                           |                           |
|  | Rép. tchèque              | Rép. tchèque              | 1                         |                           |                           | 3                         |  |  |                           |                           |
|  | Suède                     | Rép. tchèque              | 1                         | 0                         |                           |                           |  |  |                           |                           |
|  | Suède                     | États-Unis                | 3                         | 0                         |                           |                           |  |  |                           |                           |
|  |                           | États-Unis                | 3                         | Match pour la 3e place    |                           |                           |  |  |                           |                           |
|  | Match pour la 5e place    |                           |                           |                           |                           |                           |  |  |                           |                           |
|  | 29 mars 2014, Jégpalota 2 | 29 mars 2014, Jégpalota 2 | 30 mars 2014, Jégpalota 1 | 30 mars 2014, Jégpalota 1 |                           |                           |  |  |                           |                           |
|  | 29 mars 2014, Jégpalota 2 | 29 mars 2014, Jégpalota 2 | 30 mars 2014, Jégpalota 1 | 30 mars 2014, Jégpalota 1 |                           |                           |  |  |                           |                           |
|  | Finlande                  | 3                         | Russie                    | 0                         |                           |                           |  |  |                           |                           |
|  | Finlande                  | 3                         | Russie                    | 0                         |                           |                           |  |  |                           |                           |
|  | Suède                     | 2                         | Rép. tchèque              | 1                         |                           |                           |  |  |                           |                           |
|  | Suède                     | 2                         | Rép. tchèque              | 1                         |                           |                           |  |  |                           |                           |

#### Détails des rencontres

##### Quarts de finale
| 27 mars 2014 | Russie | 3-1 (0-1, 1-0, 2-0) | Finlande | Jégpalota 1 120 spectateurs |

| Feuille de match  | Feuille de match | Feuille de match | Feuille de match                            | Feuille de match                                                                                    |
| ----------------- | --- | ---------------- | ------------------------------------------- | --------------------------------------------------------------------------------------------------- |
|                   | F. Kadirova (A. Rakhimova) — 36 min 4 s A. Neryureva (A. Rakhimova, M. Batalova) — 50 min 6 s A. Chokina — 58 min 54 s (IN + CV) | 0-1 1-1 2-1 3-1  | E. Nuutinen (M. Nilsson) — 11 min 37 s (SN) | Arbitrage : Drahomira Fialová (Rép. tchèque) Kate Connoly (États-Unis) et Jana Habánová (Slovaquie) |
| Nadezhda Morozova | Gardiens | Anni Keisala     |                                             | Arbitrage : Drahomira Fialová (Rép. tchèque) Kate Connoly (États-Unis) et Jana Habánová (Slovaquie) |
| 16 min            | Pénalités | 8 min            |                                             | Arbitrage : Drahomira Fialová (Rép. tchèque) Kate Connoly (États-Unis) et Jana Habánová (Slovaquie) |
| 35                | Tirs | 35               |                                             | Arbitrage : Drahomira Fialová (Rép. tchèque) Kate Connoly (États-Unis) et Jana Habánová (Slovaquie) |

| 27 mars 2014 | République tchèque | 3-0 (2-0, 0-0, 1-0) | Suède | Jégpalota 2 129 spectateurs |

| Feuille de match | Feuille de match                                                                              | Feuille de match | Feuille de match | Feuille de match                                                                            |
| ---------------- | --------------------------------------------------------------------------------------------- | ---------------- | ---------------- | ------------------------------------------------------------------------------------------- |
|                  | K. Bukolská (T. Vanišová) — 15 min 8 s A. Lédlová — 18 min 55 s M. Mašková — 58 min 50 s (CV) | 1-0 2-0 3-0      |                  | Arbitrage : Katie Guay (États-Unis) Bettina Angerer (Autriche) et Jennifer McMahon (Canada) |
| Klára Peslarová  | Gardiens                                                                                      | Sarah Berglind   |                  | Arbitrage : Katie Guay (États-Unis) Bettina Angerer (Autriche) et Jennifer McMahon (Canada) |
| 0 min            | Pénalités                                                                                     | 2 min            |                  | Arbitrage : Katie Guay (États-Unis) Bettina Angerer (Autriche) et Jennifer McMahon (Canada) |
| 45               | Tirs                                                                                          | 21               |                  | Arbitrage : Katie Guay (États-Unis) Bettina Angerer (Autriche) et Jennifer McMahon (Canada) |

##### Demi-finales
| 29 mars 2014 | Canada | 1-0 (pr) (0-0, 0-0, 0-0, 1-0) | Russie | Jégpalota 2 150 spectateurs |

| Feuille de match | Feuille de match                                   | Feuille de match   | Feuille de match | Feuille de match                                                                            |
| ---------------- | -------------------------------------------------- | ------------------ | ---------------- | ------------------------------------------------------------------------------------------- |
|                  | L. Wildfang (R. Leslie, K. Hefferman) — 63 min 9 s | 1-0                |                  | Arbitrage : Gabriella Gran (Suède) Kate Connolly (États-Unis) et Malene Skovbakke (Danmark) |
| Shea Tiley       | Gardiens                                           | Valeria Tarakanova |                  | Arbitrage : Gabriella Gran (Suède) Kate Connolly (États-Unis) et Malene Skovbakke (Danmark) |
| 2 min            | Pénalités                                          | 8 min              |                  | Arbitrage : Gabriella Gran (Suède) Kate Connolly (États-Unis) et Malene Skovbakke (Danmark) |
| 70               | Tirs                                               | 24                 |                  | Arbitrage : Gabriella Gran (Suède) Kate Connolly (États-Unis) et Malene Skovbakke (Danmark) |

| 29 mars 2014 | États-Unis | 3-1 (1-0, 0-1, 2-0) | République tchèque | Jégpalota 1 225 spectateurs |

| Feuille de match | Feuille de match | Feuille de match | Feuille de match                         | Feuille de match                                                                            |
| ---------------- | --- | ---------------- | ---------------------------------------- | ------------------------------------------------------------------------------------------- |
|                  | B. Baldwin (T. Williamson) — 5 min (SN) R. Gilmore (T. Cianfarano, J. Dunne) — 41 min 12 s (SN) M. Kent (T. Cianfarano, G. Bizal) — 49 min 37 s | 1-0 1-1 2-1 3-1  | V. Přibylová (T. Vanišová) — 37 min 59 s | Arbitrage : Meghan Malette (Canada) Bettina Angerer (Autriche) et Jana Habánová (Slovaquie) |
| Kaitlin Burt     | Gardiens | Klára Peslarová  |                                          | Arbitrage : Meghan Malette (Canada) Bettina Angerer (Autriche) et Jana Habánová (Slovaquie) |
| 4 min            | Pénalités | 8 min            |                                          | Arbitrage : Meghan Malette (Canada) Bettina Angerer (Autriche) et Jana Habánová (Slovaquie) |
| 61               | Tirs | 9                |                                          | Arbitrage : Meghan Malette (Canada) Bettina Angerer (Autriche) et Jana Habánová (Slovaquie) |

##### Match pour la cinquième place
| 29 mars 2014 | Suède | 2-3 (pr) (0-0, 1-1, 1-1, 0-1) | Finlande | Jégpalota 2 12 spectateurs |

| Feuille de match | Feuille de match                                                          | Feuille de match    | Feuille de match | Feuille de match                                                                      |
| ---------------- | ------------------------------------------------------------------------- | ------------------- | --- | ------------------------------------------------------------------------------------- |
|                  | H. Olsson — 20 min 39 s V. Samuelsson (S. Hjalmarsson) — 53 min 19 s (SN) | 1-0 1-1 2-1 2-2 2-3 | E. Nuutinen (S. Säkkinen) — 37 min 2 s S. Hakala (E. Nuutinen, E. Rakkolainen) — 53 min 59 s M. Klemola (S. Käyhkö, N. Salomäki) — 61 min 52 s | Arbitrage : Maria Zemiakova (Slovaquie) Kaire Leet (Estonie) et Anna Nygard (Norgège) |
| Julia Åberg      | Gardiens                                                                  | Kati Asikainen      | | Arbitrage : Maria Zemiakova (Slovaquie) Kaire Leet (Estonie) et Anna Nygard (Norgège) |
| 4 min            | Pénalités                                                                 | 20 min              | | Arbitrage : Maria Zemiakova (Slovaquie) Kaire Leet (Estonie) et Anna Nygard (Norgège) |
| 57               | Tirs                                                                      |                     | | Arbitrage : Maria Zemiakova (Slovaquie) Kaire Leet (Estonie) et Anna Nygard (Norgège) |

##### Match pour la troisième place
| 30 mars 2014 | Russie | 0-1 (0-0, 0-1, 0-0) | République tchèque | Jégpalota 1 200 spectateurs |

| Feuille de match                                          | Feuille de match | Feuille de match | Feuille de match                                           | Feuille de match                                                                            |
| --------------------------------------------------------- | ---------------- | ---------------- | ---------------------------------------------------------- | ------------------------------------------------------------------------------------------- |
|                                                           |                  | 0-1              | A. Tejralová (V. Přibylová, D. Lásková) — 38 min 46 s (SN) | Arbitrage : Katie Guay (États-Unis) Bettina Angerer (Autriche) et Jennifer McMahon (Canada) |
| Valeria Tarakova (40 min) Nadezhda Morozova (19 min 45 s) | Gardiens         | Klára Peslarová  |                                                            | Arbitrage : Katie Guay (États-Unis) Bettina Angerer (Autriche) et Jennifer McMahon (Canada) |
| 10 min                                                    | Pénalités        | 8 min            |                                                            | Arbitrage : Katie Guay (États-Unis) Bettina Angerer (Autriche) et Jennifer McMahon (Canada) |
| 20                                                        | Tirs             | 33               |                                                            | Arbitrage : Katie Guay (États-Unis) Bettina Angerer (Autriche) et Jennifer McMahon (Canada) |

##### Finale
| 30 mars 2014 | États-Unis | 1-5 (0-0, 0-3, 1-2) | Canada | Jégpalota 1 940 spectateurs |

| Feuille de match | Feuille de match              | Feuille de match        | Feuille de match | Feuille de match                                                                                 |
| ---------------- | ----------------------------- | ----------------------- | --- | ------------------------------------------------------------------------------------------------ |
|                  | A. Laing — 42 min 45 s (2 SN) | 0-1 0-2 0-3 1-3 1-4 1-5 | S. Potomak (V. Bach) — 35 min 4 s (SN) ÉA. Picard (A. Labelle, S. Fieseler) — 36 min 12 s S. Cogan (K. Hefferman, H. Miller) — 38 min 34 s ÉA. Picard (A. Labelle) — 55 min 23 s S. Potomak — 57 min 51 s (CV) | Arbitrage : Drahomira Fialová (Rép. tchèque) Veronica Johansson (Suède) et Anna Nygard (Norvège) |
| Erin O'Neil      | Gardiens                      | Shea Tiley              | | Arbitrage : Drahomira Fialová (Rép. tchèque) Veronica Johansson (Suède) et Anna Nygard (Norvège) |
| 8 min            | Pénalités                     | 14 min                  | | Arbitrage : Drahomira Fialová (Rép. tchèque) Veronica Johansson (Suède) et Anna Nygard (Norvège) |
| 27               | Tirs                          | 31                      | | Arbitrage : Drahomira Fialová (Rép. tchèque) Veronica Johansson (Suède) et Anna Nygard (Norvège) |

### Bilan
Pour la septième fois en autant d'éditions, la finale oppose les Américaines et le Canadiennes. Ces dernières conservent leur titre en s'imposant 5-1. La République tchèque s'adjuge la troisième place grâce à sa victoire. De son côté, l'équipe hôte hongroise termine dernière et est reléguée en Division I pour l'édition 2015. La Tchèque Klára Peslarová est désignée meilleure gardienne. Less récompenses de meilleure défenseure et de meilleur attaquante reviennent respectivement aux Américaines Jincy Dunne et Taylar Cianfarano. La Canadienne Sarh Potomak finit meilleure marqueuse avec 5 buts et 4 aides pour un total de 9 points.
| Place              | Équipe     |
| ------------------ | ---------- |
| Médaille d'or      | Canada     |
| Médaille d'argent  | États-Unis |
| Médaille de bronze | Tchéquie   |
| 4                  | Russie     |
| 5                  | Finlande   |
| 6                  | Suède      |
| 7                  | Japon      |
| 8                  | Hongrie    |

## DivisionI
La Division I a lieu du 29 mars au 4 avril 2014 à Füssen en Allemagne.
| Clt   | Équipe              | PJ | V | VP | D | DP | BP | BC | Diff | Pts |
| ----- | ------------------- | -- | - | -- | - | -- | -- | -- | ---- | --- |
| +001, | Suisse              | 5  | 4 | 0  | 0 | 1  | 19 | 4  | +15  | 13  |
| +002, | France              | 5  | 3 | 1  | 1 | 0  | 16 | 10 | +6   | 11  |
| +003, | Allemagne (R)       | 5  | 3 | 1  | 1 | 0  | 20 | 8  | +12  | 11  |
| +004, | Norvège             | 5  | 2 | 0  | 3 | 0  | 11 | 14 | -3   | 6   |
| +005, | Slovaquie           | 5  | 1 | 0  | 3 | 1  | 7  | 10 | -3   | 4   |
| +006, | Grande-Bretagne (P) | 5  | 0 | 0  | 5 | 0  | 4  | 31 | -27  | 0   |

- Promu en Division élite 2015
- Relégué dans le groupe de qualification pour la Division I 2015

- Meilleures joueuses[39],[40]
  - Meilleure gardienne de but : Andrea Brändli (Suisse)
  - Meilleur défenseur : Anniken Olafsen (Norvège)
  - Meilleur attaquant : Alina Müller (Suisse)
  - Meilleur pointeur : Alina Müller (Suisse), 12 points (9 buts et 3 aides)

## Qualification pour la DivisionI2015
Le groupe de qualification pour la Division I 2015 a lieu du 18 au 23 mars 2014 à Krynica-Zdrój en Pologne.
| Clt   | Équipe       | PJ | V | VP | D | DP | BP | BC | Diff | Pts |
| ----- | ------------ | -- | - | -- | - | -- | -- | -- | ---- | --- |
| +001, | Autriche (R) | 4  | 4 | 0  | 0 | 0  | 21 | 3  | +18  | 12  |
| +002, | Pologne      | 4  | 2 | 1  | 1 | 0  | 13 | 8  | +5   | 8   |
| +003, | Chine        | 4  | 1 | 1  | 2 | 0  | 11 | 15 | -4   | 5   |
| +004, | Italie       | 4  | 0 | 1  | 2 | 1  | 5  | 12 | -7   | 3   |
| +005, | Kazakhstan   | 4  | 0 | 0  | 2 | 2  | 5  | 17 | -12  | 2   |

- Promu en Division I 2015

- Meilleures joueuses[41],[42]
  - Meilleure gardienne de but : Katarzyna Fijoł (Pologne)
  - Meilleur défenseur : Annika Fazokas (Autriche)
  - Meilleur attaquant : Kamila Wieczorek (Pologne)
  - Meilleur pointeur : Kamila Wieczorek (Pologne), 11 points (9 buts et 2 aides)